# Аманда Нунеш
Аманда Луренцо Нунеш (на португалски: Amanda Lourenço Nunes) е бразилски ММА боец, която се състезава в шампионата по Смесени бойни изкуства UFC, в който е Световен шампион в женските дивизии „петел“ и „лека“. Тя е първата жена, станала шампионка на UFC в две теглови категории.

## Кратка спортна биография
Нунеш израства в малко градче в предградията на Салвадор, Баия, Бразилия. Започва да тренира карате на четиригодишна възраст, а на шестнадесет започва да тренира бокс. Тя се състезава за първи път в бразилското джиу-джицу, след като е поканена от сестра си, която също тренира в този боен спорт.
Навършвайки пълнолетие, заминава за САЩ и се установява в Ню Джърси, като започва да се подготвя усилено в „AMA Fight Club“, преди да се премести в Маями, където продължава своята подготовка в клуб „MMA Masters“. Към ноември 2019 година тя е част от един от най-успешните клубове в ММА спорта - „American Top Team“, разположен в Коконът Крийк, Флорида.
Нунеш прави своя професионален ММА дебют на 8 март 2008 г. в „Prime MMA Championship 2“. Тя се изправя срещу Ана Мария, като отстъпва в двубоя с отказване в първи рунд, поради ключ на ръката.

## Strikeforce
Аманда Нунеш печели следващите пет двубоя, всички с нокаут, преди да направи своя дебют в шампионата на Strikeforce, на 7 януари 2011 г. в Гала вечер „Strikeforce Challengers: Woodley vs. Saffiedine“ в град Нашвил, Тенеси. Тя побеждава канадката Джулия Буд с нокаут само за 14 секунди.
В следващия си двубой Нунеш трябва да се бие срещу Джули Кедзи в Гала вечер „Strikeforce: Overeem срещу Werdum“ на 18 юни 2011 г. в Далас, Тексас. Боят обаче е отменен, след като Нунеш получава контузия на крака. Така тя се изправя два месеца по-късно срещу Алексис Дейвис на 10 септември 2011 г. в Гала „Strikeforce: Barnett срещу Kharitonov“. Тя губи двубоя чрез нокаут в края на втори рунд.

## Invicta FC
Нунеш подписва договор за представяне в Invicta FC, като в първия си бой тя трябва да се изправи срещу Милана Дудиева в „Invicta FC 2: Baszler срещу McMann“ на 28 юли 2012 г. Двубой обаче не се състои, тъй като Дудиева се оттегля от двубоя поради болест на 9 юли, а Нунеш трябва да се изправи срещу Лесли Смит. Смит обаче също се оттегля поради контузия, което в крайна сметка изправя Нунеш срещу Ракел Паалухи. Нунеш печели битката с технически нокаут в първи рунд.
На 5 януари 2013 г. Нунеш се бие срещу Сара Д'Алелио в „Invicta FC 4: Esparza vs. Hyatt“. Нунеш губи битката с единодушно съдийско решение.
Последният двубой в шампионата Invicta FC на Нунеш трябва да е срещу Кейтлин Йънг, като част от Гала вечер „Invicta FC 5: Penne vs. Waterson“ на 5 април 2013 г. Нунеш обаче получава контузия на ръката и е принудена да се оттегли от двубоя.